# Queer Lion 2017
Il Queer Lion 2017 è l'undicesima edizione del riconoscimento collaterale che premia «il miglior film con tematiche omosessuali & Queer Culture», assegnato nel quadro delle manifestazioni della 74ª Mostra internazionale d'arte cinematografica di Venezia che ha avuto luogo dal 30 agosto al 9 settembre 2017.
Il premio è stato patrocinato dalla Presidenza del Consiglio dei ministri, tramite il dipartimento per le Pari Opportunità UNAR, Ministero dei beni e delle attività culturali e del turismo, Regione del Veneto, Città metropolitana di Venezia, Comune di Venezia e dell'Università Ca' Foscari.
La cerimonia di premiazione si è tenuta l'8 settembre 2017 presso la Villa degli Autori, sede delle Giornate degli Autori, al Lido di Venezia.
Il premio è stato assegnato alla pellicola francese Marvin di Anne Fontaine, con la seguente motivazione:

## Giuria
- Brian Robinson, programmatore del London LGBT Film Festival – Presidente di giuria
- Adriano Vivarone, fondatore del primo circolo Arcigay a Ivrea
- Rich Cline, vice presidente del London Film Critics' Circle
- Daniel N. Casagrande, fondatore del Queer Lion e insegnante di Storia del Linguaggio Cinematografico

## Film in gara
- Una famiglia, regia di Sebastiano Riso (Italia)
- Tre manifesti a Ebbing, Missouri (Three Billboards Outside Ebbing, Missouri), regia di Martin McDonagh (Stati Uniti d'America, Regno Unito)
- Ammore e malavita, regia dei Manetti Bros. (Italia)
- Marvin, regia di Anne Fontaine (Francia)
- The Prince and the Dybbuk, regia di Elwira Niewiera e Piotr Rosołowski (Polonia)
- Martyr, regia di Mazen Khaled (Libano)
- Il contagio, regia di Matteo Botrugno e Daniele Coluccini (Italia)
- Les Garçons sauvages, regia di Bertrand Mandico (Francia)
- Team Hurricane, regia di Annika Berg (Danimarca)